# NGC 2782
NGC 2782 este o galaxie seyfert de tip 2⁠(d) situată în constelația Linxul. A fost descoperită în 19 martie 1787 de către William Herschel. Se află la o distanță de 38,6 de megaparseci de Pământ.